# ウォルトゥムナ (エトルリア神話)
ウォルトゥムナ（VoltumnaもしくはVeltha）はエトルリア神話における冥府の神。ウァロによると、後にエトルリア神話体系における最高神（deus Etruriae princeps）となったとされる。エトルリア文明が栄えた時代に中央イタリアのヴォルシニ（現在のオルヴィエート）周辺で信仰された。ローマ神話のウェルトゥムヌスに相当する。
リウィウスによると、体育的か芸術的かは定かではないが、エトルリアの12都市のつながりを強化するための会合（ルディ）がヴォルシニイ（現在のボルセーナ）の近くに存在したとされるウォルトゥナの聖地であるファヌム・ウォルトゥムネにて毎年実施されたとされる。
また、フォロ・ロマーノのカストルとポルックス神殿近く、ヴィカス・タスカスにウォルトゥムナの神殿があったとされる。